# Боркес, Фабио Энрике
Фабио Энрике Боркес (26 декабря 1964 года в Буэнос-Айресе, Аргентина) — аргентинский фотограф и архитектор, живущий в Германии. Получил международное признание, благодаря работе для известных журналов, публикации различных книг и международных выставок.
Активно выставляется как фотограф.
Неоднократно становился лауреатом фотопремий в Индии, Колумбии и Германии. Снимает для Playboy, GQ.
Помимо классической уличной и пейзажной фотографии, Боркес занимается портретной фотосъёмкой, также работает в стилистике ню.

## Биография
Родился 26 декабря 1964 года в Буэнос-Айресе
Фабио Энрике был стипендиатом различных стипендий, благодаря которым побывал в Индии, Колумбии и Германии.
В 1994 и 1995 удостоен премии Сименс в Национальном музее изящных искусств.
В Буэнос-Айресе работает с галереей Сары Гарсиа Урибуру, в Германии — с галереей Утте Ахтерфельд (Мюнхен).
Живёт и работает в Германии, в районе Нордрайнвесфаллен Дюссельдорфа.
В 2018 году в музее садового искусства в замке Бенрат представил серию фотопортретов под названием «Flores del Mal» (по мотивам сборника стихов Шарля Бодлера «Цветы зла»), натурщики для которых были щедро украшены цветочными и растительными элементами. В 2021 году немецкий журнал об изобразительном искусстве SWAN опубликовал серию интервью с Боркесом в 10 выпуске и на сайте журнала.

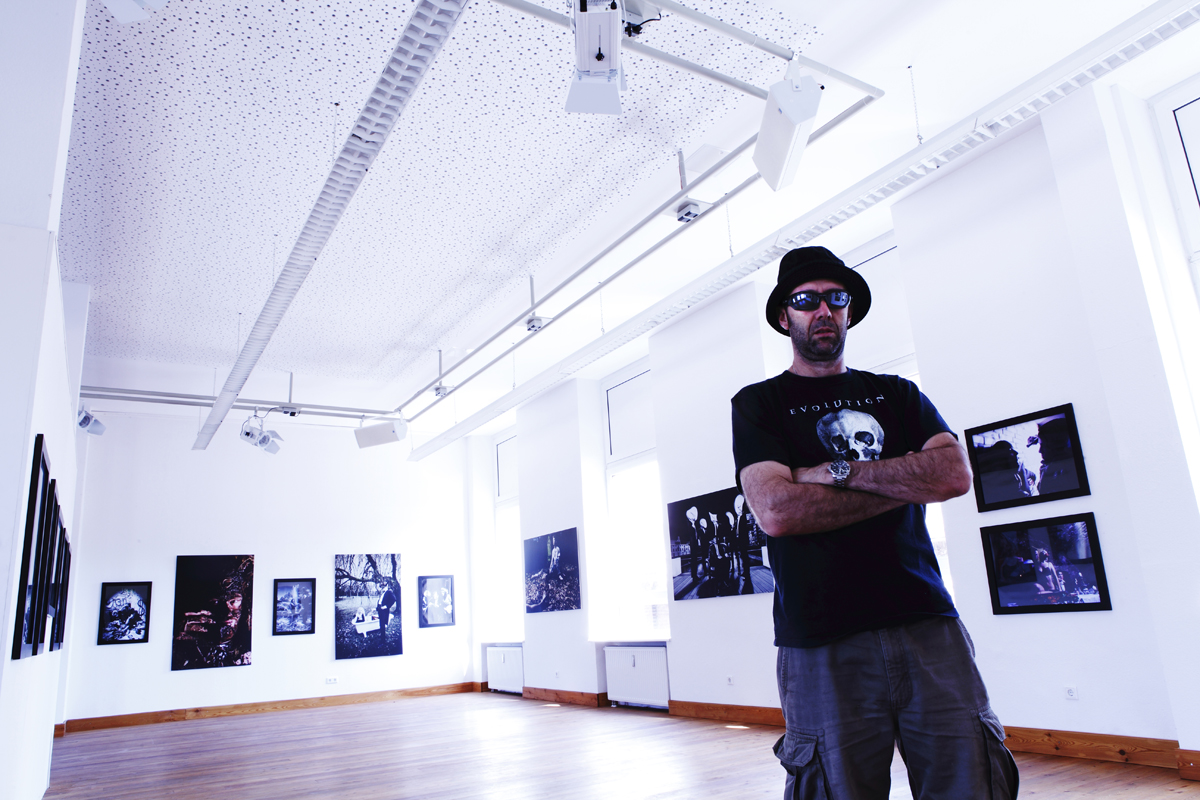

## Избранная библиография
- «Моя обнажённая», 2006, ISBN издателя teNeues 978-3-8327-9215-2
- «Chicas», 2008, DAAB Verlag. ISBN 978-3-86654-082-8
- «Эротическая Страна Чудес», 2011, издание Skylight. ISBN 978-3-03766-613-5
- «Vida Loca», 2014 г., издание Skylight. ISBN 978-3-03766-647-0
- «Флорес-дель-Маль», 2018, Фонд дворца и парка Бенрат. ISBN 978-3-947932-02-3